# 押本健彦
押本 健彦（おしもと たけひこ、1982年10月28日 - ）は、千葉県流山市出身の元プロ野球選手（投手）。右投右打。

## 経歴

### プロ入り前
小学生で流山市の少年野球チームで野球を始めた。中高では大舞台とは無縁であったが、日産自動車では2003年に東京スポニチ大会で松下電器を相手に延長15回無失点に抑えて注目されると、同年は都市対抗野球で東芝の補強選手（登板なし）。第30回社会人野球日本選手権大会優勝にも大きく貢献した。
2003年のドラフト会議で日本ハムファイターズから4巡目で指名を受けた。日本選手権の終了を待って、契約金8,000万円、年俸1,500万円（金額は推定）で仮契約し入団した。

### 日本ハム時代
2004年はキャンプ・開幕は二軍で過ごしたが、一軍投手陣の不調と二軍での好投により、4月早々に初の一軍昇格を決めた。4月9日に初登板すると、自身3試合目の4月16日の対千葉ロッテマリーンズ戦でプロ入り初先発。5回を1失点に抑えて初勝利を挙げた。以降先発ローテーションに定着したが、中継ぎ陣の不調により勝ち星は伸びず、6月と8月に二軍降格も経験。一軍には定着しきれなかったものの、7勝を記録した。
2005年のキャンプから春先にかけては先発候補として期待されていたが、調子が上がらず4月半ばに二軍降格。復帰後も安定感を欠き1勝もできず、11試合の登板で防御率も6点台に終わった。またこの年、一般女性と結婚した。
2006年は前年の成績を受けて二軍生活が続いたが、好投を続けていた。6月に一軍昇格し中継ぎとして登板。6月末には投手枠の関係で降格したが、7月半ばからは一軍に定着した。その後は主に先発投手陣が崩れた際の早い回からのロングリリーフとして登板し、岡島秀樹・武田久につなぐ中継ぎの柱として活躍した。最終的に25登板で5勝無敗（全て先発が5回以前で降板した際の勝利）、防御率1.50という好成績を残しチームのレギュラーシーズン1位に貢献した。
2007年は開幕から13試合のうち8試合で失点し、5月終了時の防御率が9点台と非常に内容が悪かった。しかし6月から8月上旬にかけては10試合連続無失点を記録し、日本ハム時代では最多の36試合に登板。防御率こそ4.60と不調だったが、イニング数を上回る奪三振を記録した。秋キャンプでは飛躍を期待され、新コーチの吉井理人から熱心に指導を受けていた。

### ヤクルト時代
2008年1月11日に藤井秀悟、坂元弥太郎、三木肇と3対3のトレードで、川島慶三、橋本義隆と共に東京ヤクルトスワローズへ移籍。
移籍後、押本の獲得を望んだ元GMで新監督の高田繁から抑え投手候補として期待をかけられ、開幕一軍の座を掴んだ。シーズンでは主に8回を抑えるセットアッパーとして登板。3月29日対読売ジャイアンツ戦で移籍後初勝利を挙げた。この年は開幕から24試合連続無自責点を記録する好調で、5月23日の対ロッテ戦ではプロ入り後一軍公式戦初セーブを記録した。同じく中継ぎの松岡健一と五十嵐亮太そして抑えの林昌勇も安定した投球内容を続け、試合終盤は五十嵐→松岡→押本→林昌勇というリレーがスワローズの勝利の方程式として確立されている。序盤は防御率が0点台だったが、夏場にかけて疲れからか大量失点を喫する事が多くなり、一時防御率が3点台にまで跳ね上がってしまう。一旦は2点台まで戻すも再び失点が増え3点台へと戻ってしまった。その後も抑えた後は打たれ、打たれた後抑えという波が続き最終的な防御率は3.34だった。それでも自己最多の67試合に登板し27ホールドをマークした。10月13日神宮球場でのレギュラーシーズン最終戦でホールド。6回表1死無走者の場面で登板し現役最終打席を迎えた横浜ベイスターズの鈴木尚典をファーストゴロに打ち取った。
2009年は前年の疲労からか、前半戦は不調でロングリリーフや敗戦処理を担う場面が多かった。9月には先発陣が相次いで不調やケガに陥ったため、日本ハム時代以来の先発を任されることになった。10月11日の対中日ドラゴンズ24回戦（神宮）でシーズン初セーブ。9回表2死無走者の場面で現役最終打席を迎えた立浪和義をセカンドフライに打ち取った。前半戦は不調だったものの、シーズンを通して中継ぎとして活躍し51試合に登板して防御率2.67を記録した。
2010年は2年ぶりに60試合以上に登板。防御率、奪三振は前年より向上し被本塁打も減少した。
2011年は開幕戦（対巨人戦）で長野久義に3点本塁打を打たれた。前年より防御率は悪化したもののチームトップとなる65試合に登板し、チームの優勝争いに貢献した。
2012年も中継ぎとして活躍し登板数、ホールド数共に前年と同等の数字を記録した。
2013年は26試合の登板に終わった。
2014年はわずか6試合の登板に留まり、10月1日に球団から戦力外通告を受けた。12月2日、自由契約公示された。その後トライアウトを受けたが、オファーは無く12月5日に現役引退を表明した。

### 引退後
2014年12月11日、古巣の北海道日本ハムファイターズと打撃投手として契約したと発表された。

## 選手としての特徴
140km/h台の威力ある直球にスライダー、フォーク、カーブ、チェンジアップなどの変化球を低めに操って打ち取る本格派投手。類いまれなスタミナと体の強さを誇り、ヤクルトに移籍した2008年から5年連続で50試合以上に登板するなど貴重な中継ぎ投手（主にセットアッパー）として活躍した。

## 詳細情報

### 年度別投手成績
| 年 度      | 球 団      | 登 板 | 先 発 | 完 投 | 完 封 | 無 四 球 | 勝 利 | 敗 戦 | セ 丨 ブ | ホ 丨 ル ド | 勝 率 | 打 者 | 投 球 回 | 被 安 打 | 被 本 塁 打 | 与 四 球 | 敬 遠 | 与 死 球 | 奪 三 振 | 暴 投 | ボ 丨 ク | 失 点 | 自 責 点 | 防 御 率 | W H I P |
| ---------- | ---------- | ----- | ----- | ----- | ----- | -------- | ----- | ----- | -------- | ----------- | ----- | ----- | -------- | -------- | ----------- | -------- | ----- | -------- | -------- | ----- | -------- | ----- | -------- | -------- | ------- |
| 2004       | 日本ハム   | 21    | 15    | 0     | 0     | 0        | 7     | 8     | 0        | --          | .467  | 430   | 96.2     | 102      | 13          | 42       | 0     | 6        | 76       | 6     | 0        | 52    | 48       | 4.47     | 1.49    |
| 2005       | 日本ハム   | 11    | 3     | 0     | 0     | 0        | 0     | 1     | 0        | 0           | .000  | 139   | 29.1     | 46       | 6           | 13       | 1     | 0        | 18       | 2     | 0        | 25    | 22       | 6.75     | 2.01    |
| 2006       | 日本ハム   | 25    | 0     | 0     | 0     | 0        | 5     | 0     | 0        | 6           | 1.000 | 145   | 36.0     | 28       | 0           | 16       | 0     | 0        | 30       | 2     | 0        | 8     | 6        | 1.50     | 1.22    |
| 2007       | 日本ハム   | 36    | 0     | 0     | 0     | 0        | 2     | 1     | 0        | 4           | .667  | 203   | 47.0     | 48       | 7           | 23       | 0     | 0        | 49       | 2     | 1        | 25    | 24       | 4.60     | 1.57    |
| 2008       | ヤクルト   | 67    | 0     | 0     | 0     | 0        | 5     | 6     | 1        | 27          | .455  | 302   | 72.2     | 74       | 8           | 14       | 1     | 1        | 46       | 0     | 0        | 31    | 27       | 3.34     | 1.21    |
| 2009       | ヤクルト   | 51    | 2     | 0     | 0     | 0        | 2     | 6     | 1        | 12          | .250  | 252   | 64.0     | 50       | 8           | 19       | 0     | 1        | 45       | 3     | 0        | 19    | 19       | 2.67     | 1.08    |
| 2010       | ヤクルト   | 61    | 0     | 0     | 0     | 0        | 3     | 4     | 0        | 16          | .429  | 250   | 61.0     | 59       | 6           | 12       | 0     | 2        | 56       | 1     | 0        | 22    | 18       | 2.66     | 1.16    |
| 2011       | ヤクルト   | 65    | 0     | 0     | 0     | 0        | 3     | 2     | 1        | 23          | .600  | 287   | 68.2     | 65       | 5           | 20       | 1     | 2        | 61       | 1     | 0        | 28    | 25       | 3.28     | 1.24    |
| 2012       | ヤクルト   | 65    | 0     | 0     | 0     | 0        | 4     | 1     | 1        | 22          | .800  | 261   | 59.2     | 64       | 9           | 21       | 2     | 2        | 49       | 1     | 0        | 26    | 24       | 3.62     | 1.43    |
| 2013       | ヤクルト   | 26    | 0     | 0     | 0     | 0        | 2     | 4     | 0        | 1           | .333  | 140   | 31.0     | 36       | 1           | 13       | 0     | 1        | 19       | 1     | 0        | 19    | 17       | 4.94     | 1.58    |
| 2014       | ヤクルト   | 6     | 0     | 0     | 0     | 0        | 0     | 0     | 0        | 0           | ----  | 36    | 7.0      | 11       | 2           | 3        | 0     | 1        | 6        | 0     | 0        | 9     | 9        | 11.57    | 2.00    |
| 通算：11年 | 通算：11年 | 434   | 20    | 0     | 0     | 0        | 33    | 33    | 4        | 111         | .500  | 2445  | 573.0    | 583      | 65          | 196      | 5     | 16       | 455      | 19    | 1        | 264   | 239      | 3.75     | 1.35    |

### 記録
- 初登板：2004年4月9日、対福岡ダイエーホークス1回戦（福岡ドーム）、4回裏1死に2番手で救援登板、2回2/3を1失点
- 初奪三振：同上、4回裏に井口資仁から見逃し三振
- 初先発・初勝利：2004年4月16日、対千葉ロッテマリーンズ4回戦（東京ドーム）、5回1失点
- 初ホールド：2006年6月20日、対東京ヤクルトスワローズ6回戦（明治神宮野球場）、6回裏2死に3番手で救援登板、1/3回無失点
- 初セーブ：2008年5月23日、対千葉ロッテマリーンズ1回戦（千葉マリンスタジアム）、12回裏に4番手で救援登板・完了、1回無失点

### 背番号
- 61 （2004年 - 2007年）
- 65 （2008年 - 2014年）